# System 4 (sistema operativo)
System 4, chiamato anche System Software 2.0, è il quarto sistema operativo per computer Macintosh sviluppato dalla Apple Inc.. È stato pubblicato nel gennaio del 1987, in concomitanza con il Macintosh SE. Questo aggiornamento non porta molti cambiamenti rispetto al suo predecessore System 3, ma è il primo a non supportare il Macintosh 128K. Il 2 marzo dello stesso anno è stata pubblicata la versione 4.1, portando AppleShare 1.0. Nell'ottobre del 1987 è stato pubblicata la versione 4.2, che porta il menu a colori ai computer che li supportavano. A novembre venne pubblicata anche la versione 4.3.

## Funzionalità
Questo aggiornamento introdusse AppleShare. Esso non ebbe un'elevata adozione, per questo, un mese dopo, venne rimpiazzato da System 4.1.

## System 4.1
System 4.1, chiamato anche System Software 2.0.1, venne pubblicato il 2 marzo del 1987. L'aggiornamento modificava il modo in cui il Finder gestiva i dischi di grandi dimensioni (32 MB o più). Inoltre, venne cessato il supporto al Macintosh 512K.

## System 4.2 e 4.3
System 4.2 è stato pubblicato come parte di System Software 5.0 nell'ottobre del 1987. System 4.2 porta numerosi cambiamenti al sistema operativo. Il menu About the Finder ora mostra anche l'utilizzo della memoria del computer. È stato introdotto il menu colorato, per i computer che supportavano i colori, e altre utility. Inoltre è stato rimosso il MiniFinder.
System 4.3 è stato pubblicato nel novembre del 1987 portando piccoli aggiornamenti al Finder e ai driver degli hard disk brandizzati Apple.